# لایحه حفاظت از بیمار و مراقبت مقرون‌به‌صرفه
لایحه حفاظت از بیمار و مراقبت مقرون‌به‌صرفه مشهور به لایحه مراقبت مقرون‌به‌صرفه یا اوباماکر از قوانین فدرال ایالات متحده است که در کنار Health Care and Education Reconciliation Act مهم‌ترین مقررات پیاده شده در خصوص نظام بهداشتی آمریکا از زمان تصویب مدیکر و مدیکید در ۱۹۶۵ است.
مقصود از این لایحه افزودن بر کیفیت و مقرون به صرفگی بیمه سلامت، کاستن از نرخ بیمه نبودن از طریق توسعهٔ پوشش بیمه و کاستن از هزینه‌های مراقبت سلامت بود. این لایحه سازوکارهایی نظیر الزامات، یارانه‌ها و تبادلات بیمه را به وجود آورد. این قانون بیمه‌کنندگان را مجبور می‌کند همهٔ متقاضیان را بپذیرند، فهرست مشخصی از شرایط را بپذیرند و بی‌توجه به شرایط از پیش موجود یا جنسیت نرخ‌های مشابهی را مطالبه‌کنند. اداره بودجه کنگره در سال ۲۰۱۱ پیش‌بینی کرد این لایحه کسری بودجه‌های آتی و هزینه کرد مدیکر را کاهش خواهدداد.

رای سنا بر حسب ایالت.

## مخالفت و مقاومت
این قانون و پیاده سازیش از زمان اجرا، به‌طور مستمر در کنگره، دادگاه‌های فدرال و دیگر دولت‌های ایالتی با چالش مواجه شده‌است. تلاش‌ها برای مخالفت، رد کردن و الغای این قانون مورد حمایت گروه‌های مدافع سرشناس محافظه کار، جمهوریخواهان کنگره و بسیاری از ایالات، سازمان‌های مشخص کسب و کارهای کوچک و جنبش تی پارتی قرار گرفته‌است. این گروه‌ها معتقدند این قانون موجب اخلال در برنامه‌های بهداشتی کنونی شده، هزینه‌های بیمه را افزایش می‌دهد، و به کسری بودجه بیشتر می‌انجامد. برخی دیگر مخالف ایدهٔ سلامت همگانی هستند و بیمه را نیز مانند دیگر کالاها می‌دانند، که به مردم (بعنوان حق) اعطا نشده‌است.

گسترش مدیکید در ایالات.